# Stal Mielec
Maillots
Actualités
Le Stal Mielec est un club omnisports basé à Mielec en Pologne.
Il est notamment reconnu pour ses sections de football (objet de cet article), de handball masculin et de volley-ball féminin.

## Historique
- 1939 : fondation du club sous le nom de KS PZL Mielec
- 1945 : le club est renommé RKS PZL Zryw Mielec
- 1949 : le club est renommé ZKS Stal Mielec
- 1957 : le club est renommé FKS Stal Mielec
- 1973 : 1re participation à une Coupe d'Europe (C1) (saison 1973/74)
- 1977 : le club est renommé FKS PZL Stal Mielec
- 1995 : le club est renommé MKP Mielec
- 1997 : le club est renommé MKP Stal Mielec
- 2003 : le club est renommé KS FKS Stal Mielec

## Bilan sportif

### Palmarès
- Championnat de Pologne de football
  - Champion : 1973, 1976
  - Vice-Champion : 1975
- Coupe de Pologne de football
  - Finaliste : 1976

### Bilan européen
Note : dans les résultats ci-dessous, le score du club est toujours donné en premier.
| Saison    | Compétition               | Tour             | Club                     | Domicile | Extérieur | Total             |
| --------- | ------------------------- | ---------------- | ------------------------ | -------- | --------- | ----------------- |
| 1973-1974 | Coupe des clubs champions | Premier tour     | Étoile rouge de Belgrade | 0 - 1    | 1 - 2     | 1 - 3             |
| 1978-1979 | Coupe UEFA                | Premier tour     | Holbæk B&I               | 5 - 1    | 2 - 2     | 3 - 1             |
| 1978-1979 | Coupe UEFA                | Deuxième tour    | Carl Zeiss Jena          | 1 - 0 ap | 0 - 1     | 1 - 1 (3 - 2 tab) |
| 1978-1979 | Coupe UEFA                | Troisième tour   | Internacional Bratislava | 2 - 0    | 0 - 1     | 2 - 1             |
| 1978-1979 | Coupe UEFA                | Quarts de finale | Hambourg SV              | 0 - 1    | 1 - 1     | 1 - 2             |
| 1976-1977 | Coupe des clubs champions | Premier tour     | Real Madrid              | 1 - 2    | 0 - 1     | 1 - 3             |
| 1979-1980 | Coupe UEFA                | Premier tour     | Aarhus GF                | 1 - 1    | 0 - 1     | 1 - 2             |
| 1982-1983 | Coupe UEFA                | Premier tour     | KSC Lokeren              | 1 - 1    | 0 - 0     | 1 - 1E            |

Légende
- Victoire ou qualification pour le tour suivant
- Match nul
- Défaite ou élimination de la compétition

## Anciens joueurs
- Jan Domarski
- Henryk Kasperczak
- Zygmunt Kukla
- Grzegorz Lato
- Andrzej Szarmach